# Lycodon hypsirhinoides
Espèce
Synonymes
- Tytleria hypsirhinoides Theobald, 1868

Lycodon hypsirhinoides est une espèce de serpent de la famille des Colubridae.

## Répartition
Cette espèce est endémique des îles Andaman-et-Nicobar en Inde.

## Publication originale
- Theobald, 1868 : Catalogue of reptiles in the Museum of the Asiatic Society of Bengal. Journal of the Asiatic Society of Bengal, vol. 37, p. 7-88 (texte intégral).